# غريس كليمنتس
غريس كليمنتس (بالإنجليزية: Grace Clements)‏ هي فنانة ورسامة أمريكية، ولدت في 8 يونيو 1905 في أوكلاند في الولايات المتحدة، وتوفيت في 10 يناير 1969 في لوس أنجلوس في الولايات المتحدة.